# Навеллі
Навеллі (італ. Navelli) — муніципалітет в Італії, у регіоні Абруццо,  провінція Л'Аквіла.
Навеллі розташоване на відстані близько 110 км на схід від Рима, 31 км на південний схід від Л'Акуїли.
Населення — 565 осіб (2014).

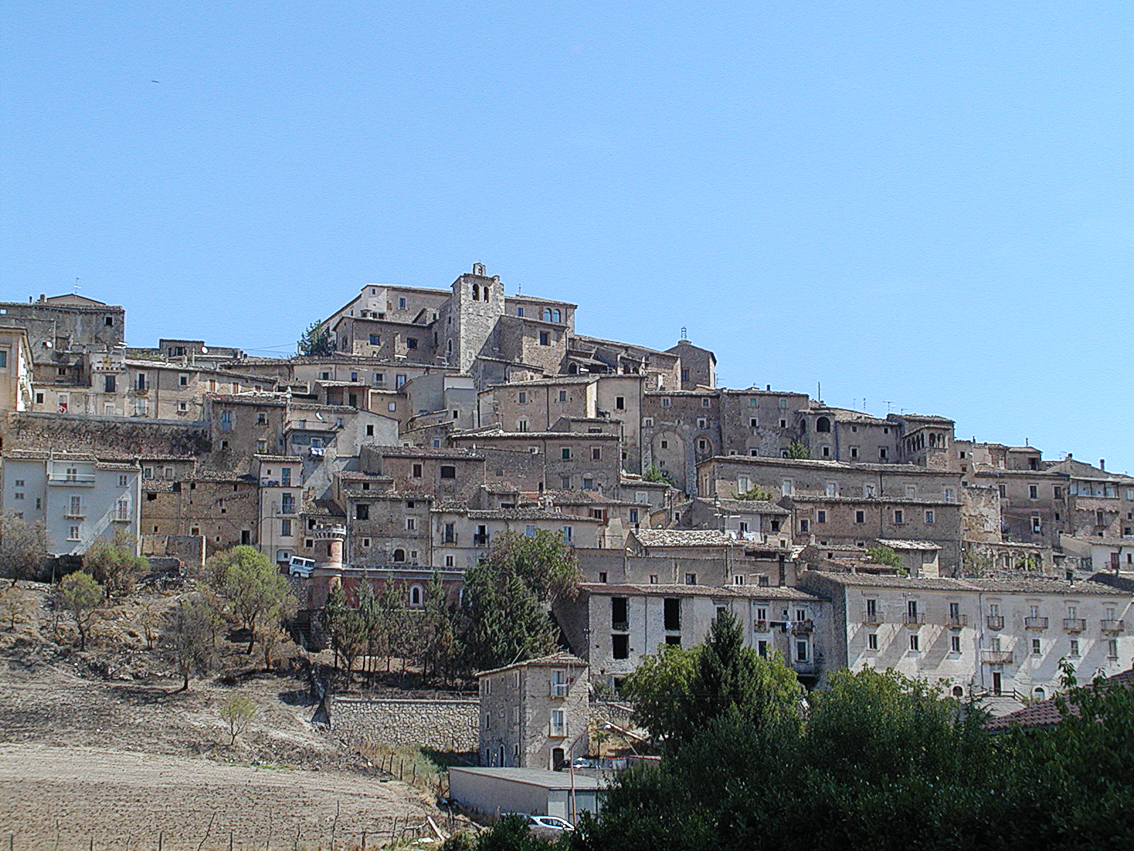

Щорічний фестиваль відбувається 20 січня. Покровитель — San Sebastiano.

## Демографія
Населення за роками:

Станом на 1 січня 2023 року в муніципалітеті офіційно проживало 86 іноземців з 12 країн, серед них 33 громадяни країн Євросоюзу та 36 громадян України.

## Сусідні муніципалітети
- Аччано
- Буссі-суль-Тірино
- Капестрано
- Капорчіано
- Карапелле-Кальвізіо
- Кастельвеккьо-Кальвізіо
- Коллеп'єтро
- Сан-Бенедетто-ін-Перилліс